# 洪楷傑
洪楷傑（1998年10月7日—）是臺灣男子籃球運動員，場上主打後衛位置，現效力於P. LEAGUE+臺北富邦勇士。高中就讀於高苑工商，當時助籃球校隊闖進104學年度及105學年度高中籃球聯賽四強。大學就讀於國立政治大學，並為校隊政大雄鷹角逐大專籃球聯賽（UBA），期間助政大雄鷹於UBA二級贏得季軍升上一級賽場，升級後依序贏得第六名、第五名及冠軍，個人也兩度獲得抄截王的榮譽。

## 學生生涯

### 高中時期
洪楷傑的家鄉是彰化縣二林鎮，國小就讀於二林國小，自小學時期就加入了籃球校隊，升上溪湖國中後，曾為該校贏得國中籃球乙級聯賽冠軍，他代表溪湖比賽的表現也引起了時任籃球名校高苑工商教練田本玉的注意，因此他國中畢業後便就讀了高苑工商。洪楷傑在高中一年級已是隊上主力，該季高苑於復賽外卡賽階段遭淘汰，沒能晉級八強，但高苑教練團和隊員們皆肯定他的表現，如教練田本玉與助理教練陳定杰皆稱「下季將是洪楷傑的天下」。後來，洪楷傑與隊友田浩合力連兩年率高苑闖進HBL四強。

### 大學時期
洪楷傑自高苑工商畢業的同一年裡，考取了國立政治大學，加入該校甫成立的籃球校隊政大雄鷹，並為政大雄鷹角逐106學年度大專籃球聯賽（UBA）公開男二級。洪楷傑在大一球季與自高苑開始合作的隊友田浩、朱力勳、黃博暄及同樣來自HBL甲級聯賽的吳冠諠、王詠誠攜手為政大贏得季軍，得以在107學年度升上UBA公開男一級。升上一級賽場後，政大先是獲得第六名及第五名，之後隨即於109學年度贏得隊史首座冠軍

## 職業生涯
2021年7月1日、7月2日，中國男子籃球職業聯賽（CBA）及台灣P. LEAGUE+（PLG）相繼公布選秀名單，洪楷傑皆名列其中。最終在CBA選秀中落選，在P. LEAGUE+新人選秀會第一輪第三順位被新北國王選中。8月20日，洪楷傑與新北國王完成簽約。
2022年8月8日，新北國王將洪楷傑連同張文平與2024年受保護首輪籤交易至臺北富邦勇士，換回林書緯。

## 生涯數據
| † | 代表洪楷傑於該年度贏得總冠軍 |
| * | 領先聯盟                     |

### P. LEAGUE+

#### 例行賽
| 賽季     | 球隊         | GP | GS | MPG  | FG%  | 3P%  | FT%  | RPG | APG | SPG | BPG | PPG |
| -------- | ------------ | -- | -- | ---- | ---- | ---- | ---- | --- | --- | --- | --- | --- |
| 2021–22  | 新北國王     | 27 | 17 | 22.5 | 34.5 | 30.4 | 81.8 | 1.9 | 1.7 | 1   | 0   | 7   |
| 2022–23† | 臺北富邦勇士 | 40 | 20 | 20.5 | 41.3 | 41.3 | 67.8 | 2.7 | 2   | 1   | 0.2 | 6.9 |

#### 季後賽
| 賽季     | 球隊         | GP | GS | MPG  | FG%  | 3P%  | FT% | RPG | APG | SPG | BPG | PPG |
| -------- | ------------ | -- | -- | ---- | ---- | ---- | --- | --- | --- | --- | --- | --- |
| 2021–22  | 新北國王     | 4  | 3  | 22   | 33.3 | 32.1 | 100 | 1.7 | 1.2 | 1.7 | 0   | 8   |
| 2022–23† | 臺北富邦勇士 | 9  | 1  | 18.6 | 36.9 | 35.4 | 100 | 2.1 | 1.1 | 0.6 | 0.1 | 5.5 |

## 外部連結
- 洪楷傑的Instagram帳戶
- 洪楷傑在fiba.basketball（英语）
- 洪楷傑在P. LEAGUE+
- 洪楷傑在Eurobasket.com（球員）（英语）
- 洪楷傑在Flashscore（英语）